# Luxor
Luxor, magyarosítva ritkábban Lukszor (arabul: الأقصر ) város Dél-Egyiptomban, El-Ukszur (Luxor) kormányzóságban (محافظة الأقصر), a Nílus keleti partján. A luxori agglomeráció népessége mintegy 500 ezer fő (2012).
Gazdaságában jelentős szerepet játszik a turizmus.
A város mai neve az erődöket jelentő al-ukszur arab szóból ered; ez a luxori templomra vonatkozik, melyet a római időkben erőddé alakítottak át.
Az ókorban itt volt Théba, Egyiptom déli fővárosa, és itt volt Ámon-Ré isten kultuszának központja.

## Látnivalók
A város területén, illetve közelében olyan híres ókori műemlékek találhatók, mint a:
- Karnaki templom,
- Luxori templom,
- Királyok völgye,
- Királynék völgye,
- Dejr el-Bahari templom (Hatsepszut halotti temploma).
- Luxori Múzeum

## Közlekedés

### Vasút
A városnak vasúti összeköttetése van Kairóval és Asszuánnal.

### Légi
A város légi úton is megközelíthető a luxori nemzetközi repülőtérnek köszönhetően.

## Éghajlat
| Hónap                                      | Jan. | Feb. | Már. | Ápr. | Máj. | Jún. | Júl. | Aug. | Szep. | Okt. | Nov. | Dec. | Év   |
| ------------------------------------------ | ---- | ---- | ---- | ---- | ---- | ---- | ---- | ---- | ----- | ---- | ---- | ---- | ---- |
| Rekord max. hőmérséklet (°C)               | 32,9 | 38,5 | 42,2 | 46,2 | 50,0 | 48,5 | 47,8 | 47,0 | 46,0  | 43,0 | 38,2 | 34,8 | 50,0 |
| Átlagos max. hőmérséklet (°C)              | 23,0 | 25,4 | 27,4 | 35,0 | 39,2 | 41,4 | 41,1 | 40,4 | 38,8  | 35,3 | 28,9 | 24,4 | 33,4 |
| Átlagos min. hőmérséklet (°C)              | 5,4  | 7,1  | 10,4 | 16,0 | 20,2 | 22,6 | 23,6 | 23,2 | 21,3  | 17,3 | 11,6 | 7,1  | 15,5 |
| Rekord min. hőmérséklet (°C)               | −0,3 | −1,0 | 0,0  | 6,5  | 12,5 | 16,0 | 19,2 | 19,2 | 15,8  | 9,8  | 3,7  | 0,7  | −1,0 |
| Átl. csapadékmennyiség (mm)                | 0    | 0    | 0    | 0    | 0    | 0    | 0    | 0    | 0     | 1    | 0    | 0    | 1    |
| Napi napsütéses órák száma                 | 9    | 10   | 10   | 10   | 11   | 12   | 12   | 12   | 11    | 10   | 10   | 9    | 11   |
| Forrás: NOAA , Weather2Travel for sunshine |      |      |      |      |      |      |      |      |       |      |      |      |      |

## Testvérvárosok
- Baltimore
- Kazanlak
- Parintins
- Székesfehérvár

## Galéria

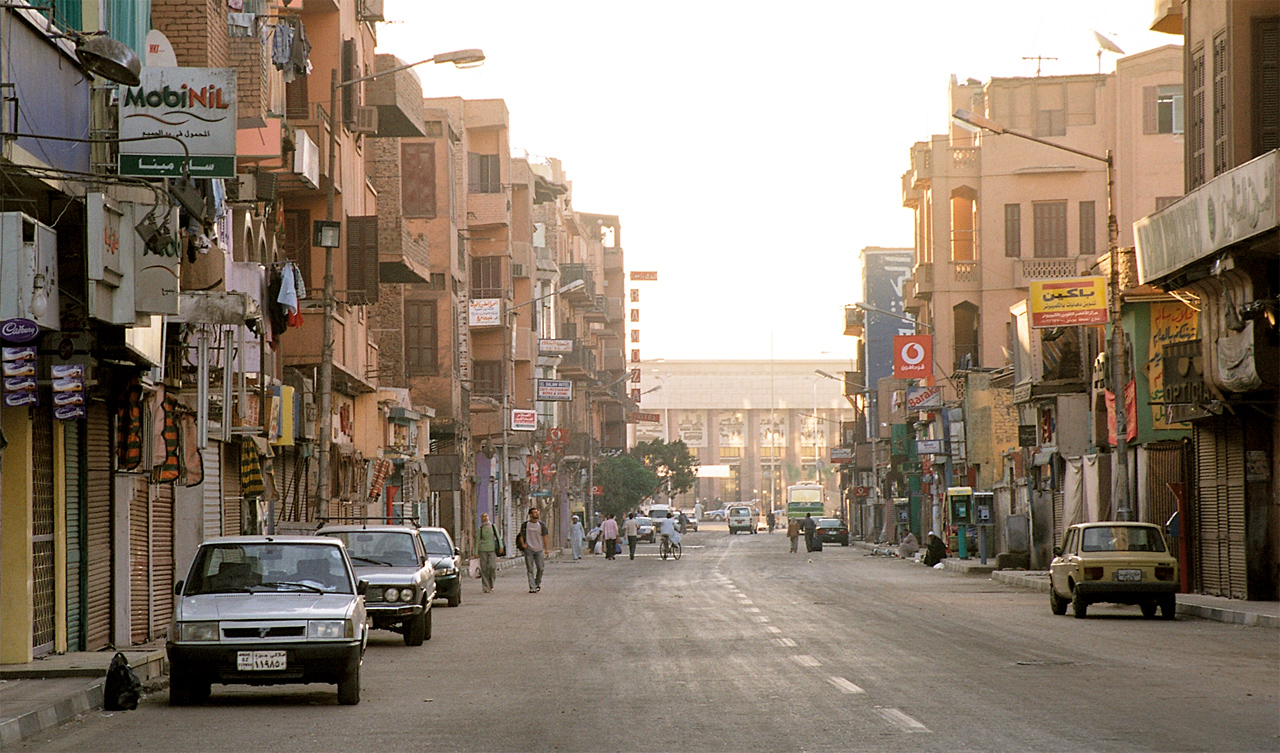
Utcakép a városban
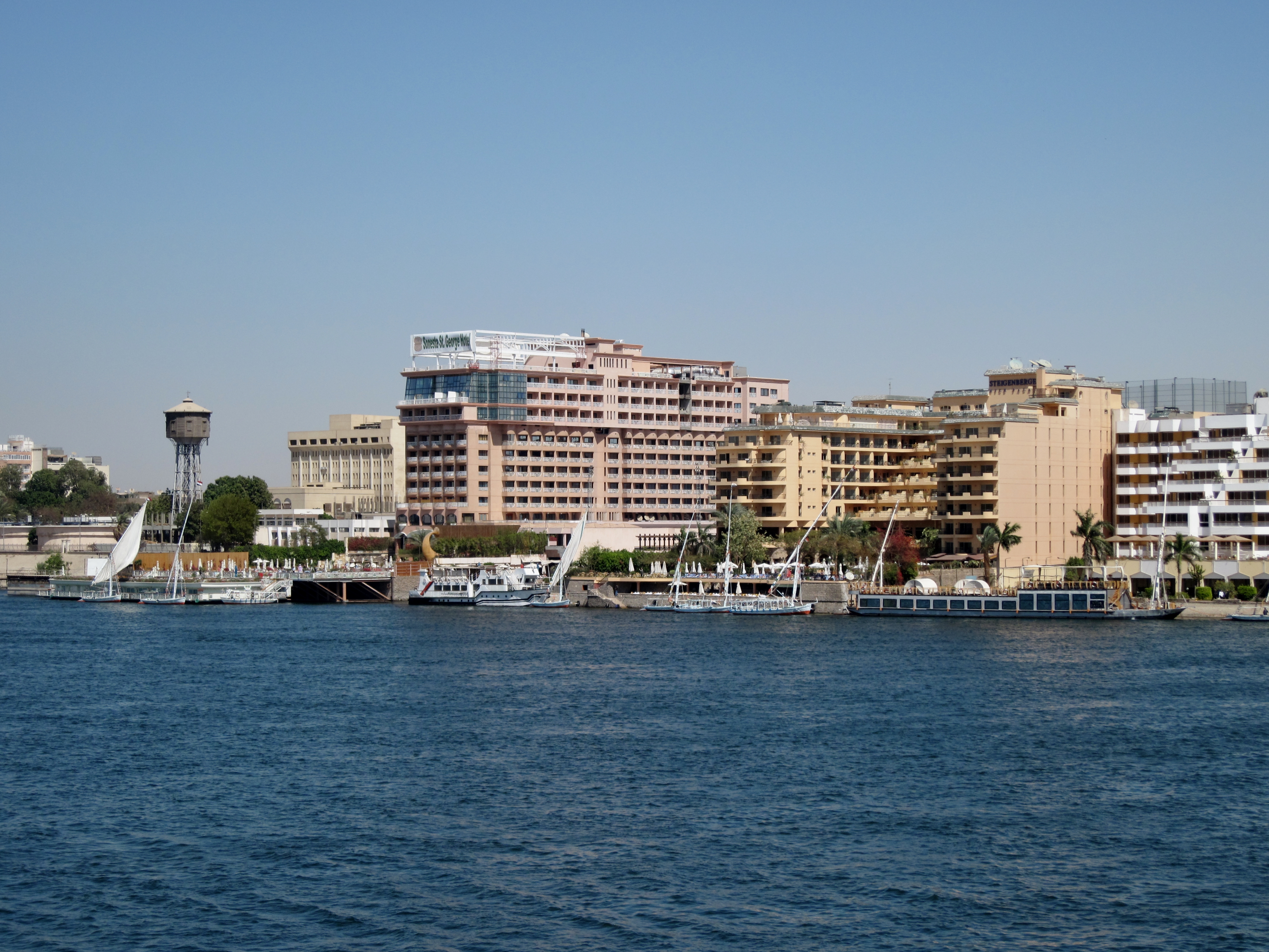
A Nílus partja
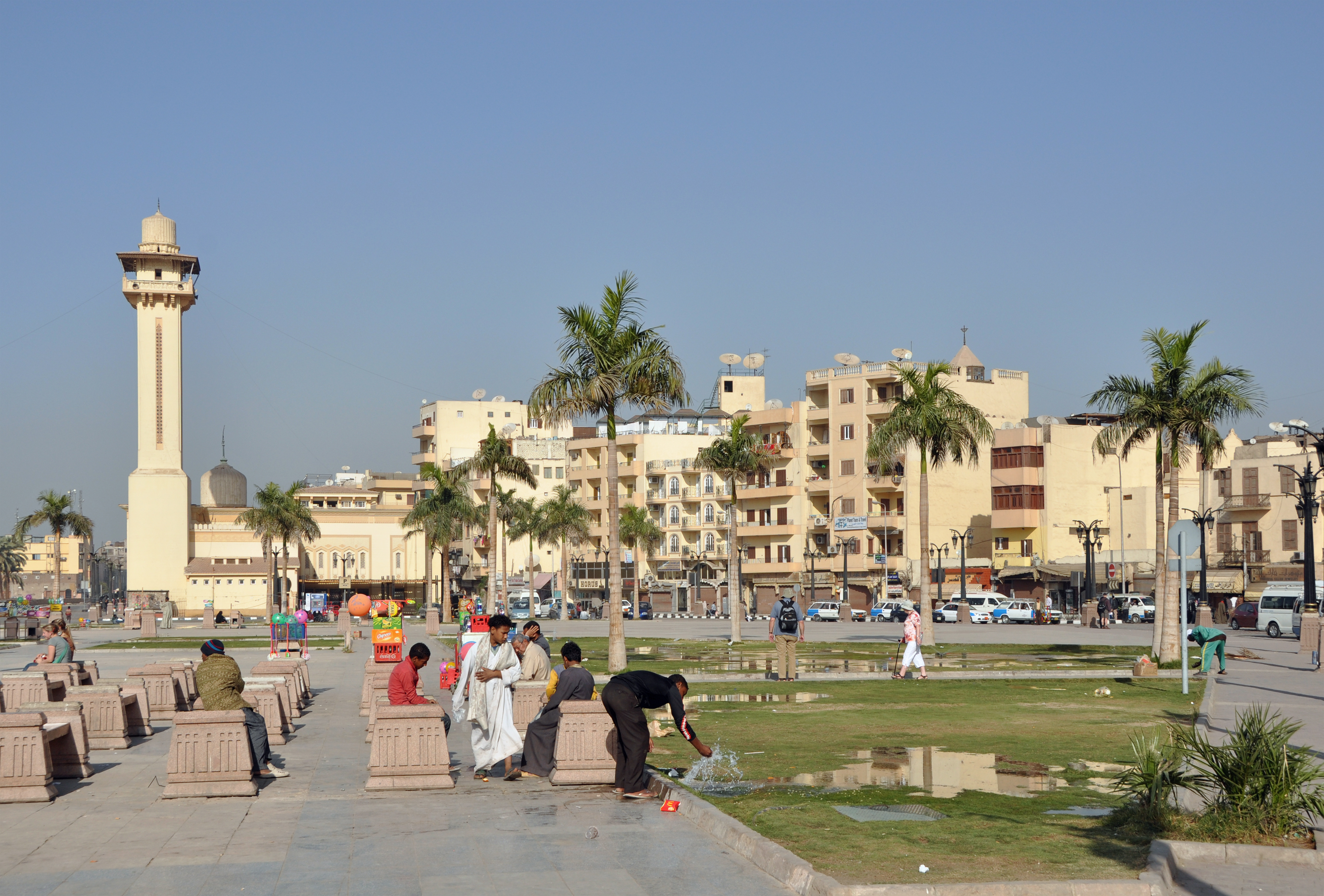
Városkép
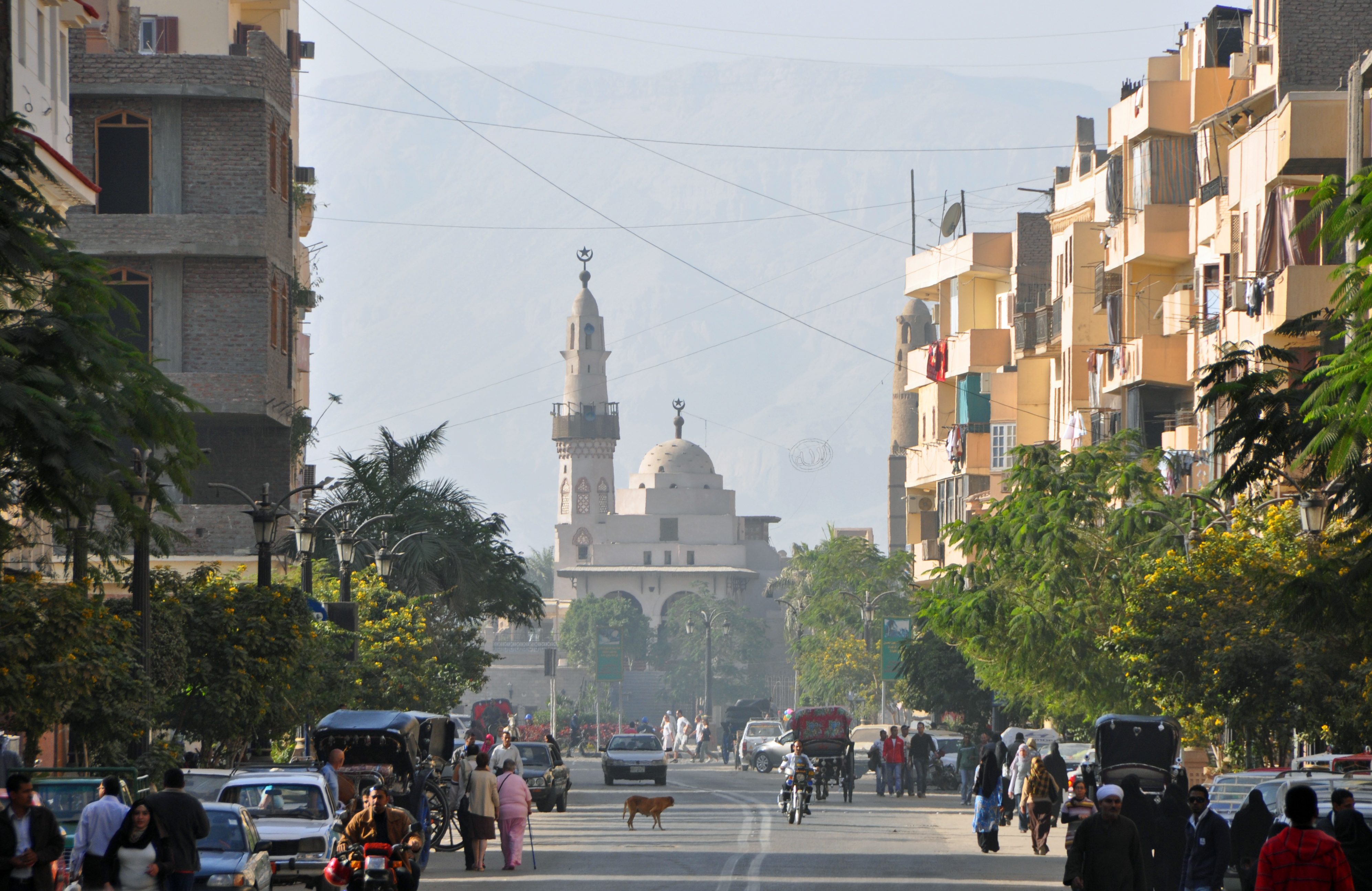
Luxor